# Broken Home
Singles de Papa Roach
Last Resort
(2000) Between Angels and Insects
(2001)
Pistes de Infest
Last Resort Dead Cell
Broken Home est le second single de l'album Infest du groupe de nu metal Papa Roach. Il s'agit de la troisième piste de l'album.

## Clip vidéo
Le clip se déroule dans la maison d'enfance de Jacoby Shaddix, on y voit le groupe jouant dans la maison, de temps en temps interrompu par des flashbacks de l'enfance de Shaddix, de la naissance à l'adolescence, se concentrant principalement sur sa mère et de sa relation avec son père qui se désagrège.
Il est implicite que son père est un alcoolique qui les agresse verbalement et physiquement (une scène montre même son retour à la maison, ivre, avant d'apparemment violer la mère Jacoby). Le père finit par quitter la maison, la mère partant en dépression. À la fin de la chanson, le groupe fini par casser littéralement la maison, détruisant l'intérieur avec leurs instruments.
Le clip a été réalisé par Marcos Siega.